# San Nicolás (Santa Bárbara)
San Nicolás es un municipio del departamento de Santa Bárbara en la República de Honduras. 

## Límites
Está situado en la margen izquierda del Río Ulúa. 
| Orientación | Límite                                             |
| ----------- | -------------------------------------------------- |
| Norte       | Municipio de Nuevo Celilac, Santa Bárbara          |
| Sur         | Municipio de San Vicente Centenario, Santa Bárbara |
| Sur         | Municipio de Arada, Santa Bárbara                  |
| Sur         | Municipio de La Unión, Lempira                     |
| Este        | Municipio de Santa Bárbara, Santa Bárbara          |
| Oeste       | Municipio de Atima, Santa Bárbara                  |

Geográficamente el Municipio se encuentra localizado en la parte suroeste de la ciudad de Santa Bárbara, a 150 m sobre el nivel del mar en lo bajo, y en lo alto a 450 m sobre el nivel del mar, con una extensión de 86.60 km².
Sus principales actividades económicas son el cultivo de granos básicos, café, caña de azúcar,  Pimienta, frutas,hortalizas, crianza de ganado vacuno, equino, caprino y porcino y avicultura.

## Sociodemografía
Desde el ámbito sociodemográfico se destaca el crecimiento poblacional del municipio de San Nicolás, el cual ha sido registrado en los diferentes cortes de censos poblacionales. Si bien es cierto, se han elaborado veinte censos y recuentos censales que datan desde el año 1791 a la fecha y en el trabajo de Flores Fonseca (2003) se han documentado los censos de 1950, 1961, 1974, 1988 y 2001. Cabe aclarar que aún el año 1988 no existía censo para algunos municipios; en la actualidad el último corte censal se elaboró en el año 2013.
| Año  | Población |
| ---- | --------- |
| 1950 | 3,878     |
| 1961 | 4,751     |
| 1974 | 5,567     |
| 1988 | 8,154     |
| 2001 | 10,740    |
| 2013 | 14,368    |

## Historia
Los datos históricos se remontan al año 1693, cuando los señores Sebastián Henríquez y José Mejía compraron una caballería de tierra de los reyes de España por 26 tostones y un real, los señores Hernández y Mejía eran los caciques de San Marcos de Jalapa pertenecientes al Partido de Tencoa, jurisdicción de Gracias. 
Convirtiéndose en los fundadores del caserío llamado "La Estancia de San Nicolás del llano de Erazo". Esta concesión de tierra fue utilizada para la agricultura y la ganadería, tenía una extensión de una caballería, medida antigua compuesta de 64.58 manzanas. 
La vida del caserío fue tranquila hasta cierto tiempo, que por la fertilidad de sus tierras su buen clima y espíritu acogedor de sus moradores, despertó el interés de otras poblaciones, razón por la cual prosperó rápidamente. Esto obligó a solicitar el título de aldea por los años de 1780, según se comprueba en el título respectivo, deteriorado y vuelto a inscribir. 
Para el año de 1838, la aldea seguía prosperando, por lo que se pensó su independencia del Municipio de Celilac, solicitando al Presidente de la República Don Francisco Zelaya Ayes, el respectivo acuerdo como Municipio, solicitud fue concedido en el año de 1840. En tal sentido se reconoce como fecha de fundación del Municipio, el 20 de febrero de 1840, siendo su primer Alcalde don Trinidad Castellón Huete, originario de Nicaragua, país del cual provienen muchas familias de San Nicolás. Dadas las demostraciones de entusiasmo y de trabajo de esta primera Corporación Municipal, algunos pueblos vecinos pidieron una anexión al Municipio, ejemplos Celilac, Yamalá, Macholoa, Azacualpa, Atima y San Vicente Centenario, incorporándose después habitantes de otros lugares como Arada, Naranjito, Trinidad, Colinas, Atima, Lempira y otros. 
En 1850 (20 de enero), se fundó el municipio. 
En 1864, por razones políticas y de amistad, el Presidente Constitucional de la República José María Medina, concedió al Municipio el título de Cabecera Departamental Provisional. 
En 1889, el municipio era uno de los que formaban el Distrito de Colinas en la División Política de 1889. 
En 1919, durante la guerra civil, San Nicolás fue testigo de una dura batalla realizada entre las tropas gubernamentales al mando del coronel mexicano Teófilo Castillo y las fuerzas rebeldes al mando del general Ernesto Alvarado "Alvaradito" y el general José María Reina, después de un arduo combate los rebeldes marcharon sobre la Ciudad de Santa Bárbara. 
En 1945 (6 de febrero), a San Nicolás le dieron el título de ciudad.
El Municipio desde sus orígenes ha sido poblado por migrantes de diferentes zonas del país, inclusive fuera del mismo como es el caso de Nicaragua y Guatemala de donde proceden las familias Tercero, Cáceres y Vallecillo. 
Posteriormente fue nombrado Comandante de Armas y Gobernador Político el señor Jesús Castro y como Administrador el señor Antonio Cruz, instalando sus oficinas en la casa que ocupaba el Señor Bartolo Cardona, hoy casa de Arnold Leiva. 

### Alcaldes de San Nicolás
| Alcaldes de San Nicolás     | Alcaldes de San Nicolás | Alcaldes de San Nicolás |
| --------------------------- | ----------------------- | ----------------------- |
| Pedro Amaya Izaguirre       | PNH                     | 1937                    |
| Anastacio Castellón         | PLH                     | 1940                    |
| José Trinidad Castellón     | PLH                     | 1810                    |
| Cayetano Castellón          | PLH                     | (después de su padre)   |
| Anselmo Reyes               | PLH                     | 1906                    |
| Ladislao Guzmán Reyes       | PLH                     | 1919                    |
| Eliseo Reyes Bú             | PLH                     | 1927                    |
| Luciano Enamorado           | PLH                     | 1934-1946               |
| Manuel Guzmán Vallecillo    | PLH                     | 1940                    |
| Concepción Rodríguez        | PLH                     | 1941                    |
| David Izaguirre             | PLH                     | 1942-1944               |
| Casildo Vallecillo          | PLH                     | 1955-1956               |
| Wenceslao Caballero Leiva   | PLH                     | 1959-1960               |
| Lucas Castellón Tercero     | PNH                     | 1966-1967               |
| Miguel Ángel Pineda         | PLH                     | 1968-1970               |
| Máximo Castellón            | PLH                     | 1970                    |
| Luis Antonio Caballero      | PLH                     | 1971-1972               |
| Miguel Ángel Reyes          | PLH                     | 1972-1981               |
| María Alodia Amaya Cardona  | PLH                     | 1982-1983               |
| Francisco Reyes Izaguirre   | PLH                     | 1973-1974               |
| Lisandro Reyes Mejía        | PLH                     | 1985                    |
| Edilberto Enamorado         | PLH                     | 1986-1990               |
| Marco Tulio Reyes           | PLH                     | 1990-1994               |
| Edwin Omar Guzmán           | PLH                     | 1994-1998               |
| Óscar Mejía Amaya           | PLH                     | 1998-2002               |
| Rubén Cabellero             | PLH                     | 2002-2004               |
| Mariano Tróchez Orellana    | PLH                     | 2004-2005               |
| Ángel Rodríguez Sagastume   | PNH                     | 2010-2014               |
| Carmen Alicia Paz Rodriguez | Libre                   | 2015-2018               |
| Carmen Alicia Paz Rodriguez | Libre                   | 2019-2022               |
| Carmen Alicia Paz Rodriguez | Libre                   | 2022-2026               |

## Categorización
Con relación a los antecedentes del municipio y las categorizaciones municipales, es importante evidenciar la historia que ha tenido San Nicolás en cada una de las iniciativas por clasificar los logros y niveles de desarrollo alcanzados por el municipio derivados del desempeño de los gobiernos locales. Desde este enfoque es posible dar cuenta de cinco categorizaciones realizadas, las cuales han compartido la filosofía de evaluar y clasificar el accionar, condiciones y capacidades de las municipalidades, así como los resultados transversalizados en el desarrollo socioeconómico del territorio. 
La primera categorización municipal fue llevada a cabo en 1992 por la Comisión de Modernización del Estado, adscrita a la Presidencia de la República con el apoyo del PNUD (SGJ, 2007), la cual tenía como propósito ayudar a identificar las necesidades institucionales de las alcaldías y potenciar el desarrollo por medio las competencias conferidas en la Ley de municipalidades (SGJD, 2020).  
En ese sentido fueron establecidas cuatro categorías de municipalidades: de Administración Altamente Especializadas (A), Administración Organizada (B), Administración Medianamente Organizada (C), Administración Simple (D). La segunda categorización se realizó en 1999 por la SGJ por medio del Programa de Transición y Protección Social, como una respuesta a la necesidad de sistematizar la información municipal de aquel entonces, de modo que se lograra una modernizaciónde las herramientas de fortalecimiento institucional teniendo en cuenta las diferencias estructurales y territoriales de las municipalidades. Esta nueva herramienta declasificación disponía (al igual que la anterior) de cuatro categorías con un enfoque orientado al nivel socioeconómico de los municipios, a saber: Mayor Capacidad (A), Intermedios (B), Pobres (C) y Muy Pobres (D). La tercera categorización elaborada por la SGJ fue realizada en 2007, en ella se estableció un modelo cuantitativo que permitía evaluar el comportamiento intertemporal de las finanzas municipales a través de cuatro indicadores resumidos en una dimensión llamada Índice de la Municipalidad, así como el nivel de desarrollo del territorio por medio de cinco indicadores que conformaban el Índice delMunicipio; con la suma de ambos se crea el Índice de Desarrollo Municipal (SGJ, 2007). Análogamente se establecieron cuatro categorías de municipios de acuerdo aintervalos del IDM: Avanzadas (A), Avance Intermedio (B), Poco Avance (C) y Sin Avance (D). La cuarta categorización fue elaborada en el 2014, la cual daba continuidad a la filosofía de la categorización de 2007 siguiendo un modelo bidimensional con elÍndice del Municipio y el Índice de la Municipalidad para conformar el IDM (Secretaría de Derechos Humanos, Justicia, Gobernación y Descentralización, 2014). Sin embargo, este índice tuvo cambios metodológicos en cuanto al número de indicadores y la medición de los mismos, pero mantuvo el enfoque de establecer cuatro categorías, en esta ocasión enfocado en el nivel de desempeño de las municipalidades, a saber: Alto Desempeño (A), Desempeño Satisfactorio (B), Bajo Desempeño (C) y Desempeño Crítico (D).
| Categorización                | Categoría | Descripción           |
| ----------------------------- | --------- | --------------------- |
| Categorización Municipal 1992 | D         | Administración Simple |
| Categorización Municipal 1999 | B         | Intermedios           |
| Categorización Municipal 2007 | C         | Poco Avance           |
| Categorización Municipal 2014 | C         | Bajo Desempeño        |
| Categorización Municipal 2020 | C         | En Crecimiento        |

## División Política
Aldeas: 10 (2013)
| Código | Aldea                          |
| ------ | ------------------------------ |
| 162201 | San Nicolás                    |
| 162202 | Cruz Grande                    |
| 162203 | Choloma o Hacienda Las Minitas |
| 162204 | El Descansadero                |
| 162205 | El Pinalejo                    |
| 162206 | El Porvenir                    |
| 162207 | El Resumidero                  |
| 162208 | La Cuchilla                    |
| 162209 | San Manuel del Triunfo         |
| 162210 | Santa Cruz                     |
| Código | Caserio                        |
|        | Guayabito                      |
|        | Las Flores                     |
|        | San Isidro                     |
|        | El Pacayal                     |
|        | El Zapotillo                   |
|        | Montes de Oro                  |
|        | Cruz de Pacaya                 |
|        | Plan del Higo                  |
|        | Río Frío                       |
|        | Buenos Aires                   |
|        | Los Linderos                   |

## Educación
La escuela formal data desde 1850 cuando se funda la primera escuela primaria siendo rectorada por la profesora Guillermina de origen guatemalteco, luego existieron dos escuelas una de varones y otra de niñas; la de niñas estaba ubicada donde actualmente se encuentra el antiguo edificio del Sub-centro de salud y la de varones donde se encuentra el edificio de la municipalidad. En 1918 el director de la Escuela de Niñas era el Señor Francisco López. El nombre de este centro educativo era "Alberto Bú Castellón". 
Si partimos de 1921, encontramos, dos escuelas, la de niñas orientada por una de las primeras Maestras graduadas en nuestro departamento: Lucila Rodríguez toda entrega y devoción a un apostolado que abrazó para educar en un centro al lado este del templo católico y la de varones, comprendida en el primer piso de lo que fue el Cabildo Municipal, estructuras de origen española, orientadas por el Prof. Modesto P. Batres y como auxiliares en una temporada, Tomás Aguilar y Pancracio Castellón Castro. se tiene conocimiento de la labor continua de Tomas Aguilera, Manuel Guzmán y Eucaria Castro, esto es en la escuela de varones, en la de niñas, permanente la Mentora Lucila Rodríguez. En esa época, había en el pueblo hombres de saber, como Anastasio Valle, Manuel Vallecillo, valores letrados y orador Justo Vallecillo.
Nos remontamos al año de 1921, sin antes prestigiar a valores que escribieron páginas hermosas en la consecución de una cultura superior para la forja de valores que en el porvenir, pudiesen empujar el progreso positivo de nuestro adorado pueblecito pintoresco de San Nicolás en el Departamento de Santa Bárbara. Solo pude vivir el activar Educativo de un apóstol nato, entregado a dar el pan del saber, a los hijos de mi pueblo, para sacarlos de la ignorancia "Ponciano Cardona" figura venerable del recuerdo, que encendido de patriotismo, hasta hoy se mencionan y se hace mérito de su recuerdo. Para el año 2013, contaba con un total de 36 escuelas, y en general, un total de 50 centros de educación pública. 
| Cantidad de centros por tipo de centro educativo | Cantidad de centros por tipo de centro educativo |
| Tipo de Centro                                   | Cantidad                                         |
| ------------------------------------------------ | ------------------------------------------------ |
| Prebásica                                        | 23                                               |
| Básica                                           | 13                                               |
| Media                                            | 1                                                |
| CCEPREB                                          | 13                                               |
| Adultos                                          | 0                                                |

## Calidad de vida
El acceso al agua potable en el municipio es de un 73.09%, acceso a energía eléctrica de un 84.03%, viviendas urbanas 60.76% contra viviendas rurales 39.24%. Para el año 2022 contaba con un IDH de 0.586 (medio), tomando el lugar 115 de 298 municipios, presentando una mejora respecto al mismo en el año 2014 el cual era de 0.563 (medio). 
El municipio tiene una esperanza de vida de 75.3 años. 
Su población cuenta con 10.3 años de años esperados de escolaridad y 5.0 años de escolaridad promedio. 
De igual manera, San Nicolás tiene un PPA de 3, 043 dólares estadounidenses.